# 永阳公主
永阳公主（?—?），唐朝公主，是中国唐朝第九代皇帝唐德宗李适第十女。她的生母不详。唐顺宗时，进封永阳长公主。

## 夫
永阳公主嫁给殿中少监崔諲。《新唐书·宰相世系表》记载为崔堙，出自清河大房，千牛將軍崔忱之孙，光祿少卿崔瑛之子。